# 대산교통
대산교통(大山交通)은 서울특별시의 마을버스 업체이고, 본사는 서울특별시 종로구 행촌동에 있다.

## 연혁
- 1993년 9월 13일: 서울특별시 종로구 원서동 90에서 석초운수주식회사(石草運輸株式會社)로 회사 설립
- 1996년 5월 10일: 본사를 종로구 원서동 83-2로 이전하였다.
- 1999년 7월 13일: 본사를 종로구 가회동 16-12로 이전하였다.
- 2001년 7월 26일: 본사를 종로구 가회동 79-2로 이전하였다.
- 2002년 9월 6일: 본사를 종로구 가회동 16-12로 이전하였다.
- 2012년 8월 27일: 본사를 종로구 북촌로5길 19-23(재동)으로 이전하였다.
- 2013년 10월 1일: 석초운수에서 현재의 사명으로 변경되었다.
- 2014년 2월 10일: 본사를 현 위치인 종로구 통일로12길 50 (행촌동)으로 이전하였다.

## 보유노선
- ● 종로01번: 중앙중고 ↔ 종각역
- ● 종로02번: 성균관대 ↔ 종각역

## 보유 차종
자일대우버스
- 자일대우 레스타

현대자동차
- 현대 E-카운티
- 현대 뉴카운티
- 현대 카운티 뉴 브리즈

KGM커머셜
- 에디슨모터스 스마트 093

## 본점 및 지점 현황
- 본점: 서울특별시 종로구 통일로12길 50 (행촌동)
- 서초동: 서울특별시 서초구 서초중앙로24길 43, 605호 (서초동, 중앙프라자)